# Ken Tokura
Ken Tokura (都倉 賢, Tokura Ken) est un footballeur japonais né le 16 juin 1986.